# Pseudorasbora interrupta
Pseudorasbora interrupta är en fiskart som beskrevs av Xiao, Lan och Chen 2007. Pseudorasbora interrupta ingår i släktet Pseudorasbora och familjen karpfiskar. Inga underarter finns listade i Catalogue of Life.